# Ralph Keeling
Ralph Franklin Keeling (°1959) is een hoogleraar aan de Scripps Institution of Oceanography, en directeur van Scripps CO2 meetprogramma achter de Keelingcurve, dat in 1958 door zijn vader Charles David Keeling is gestart. Ralph Keeling ontwikkelde nauwkeurige instrumenten en technieken voor het meten van atmosferische zuurstof en antropogene CO2 in de oceaan, en voor de analyse van koolstofputten op het land en in de oceaan.